# Nathan Shachar
Nathan Shachar, ursprungligen Mats Erik Ahnlund, född 7 december 1951 i Johannes församling, Stockholm, är en svensk journalist och författare.

## Biografi
Nathan Shachar är son till Knut Ahnlund och Katarina Kraft. Under sin barndom tillbringade han många år i USA och Mexiko.
Sina studier påbörjade han 1973 i Jerusalem, där han studerade turkiska, arabiska och vetenskapsteori. Han arbetade en tid på Jerusalem Posts Haifa-byrå, men efter att 1981 ha gett ut Israel inpå livet blev han korrespondent för Dagens Nyheter i Jerusalem. Senare utkom Vilsenhetens förklädnader (1998), en essäsamling om Mellanöstern. 
Shachar har även tillbringat långa perioder i den spansktalande världen och även verkat som journalist i Sydamerika, vilket ligger till grund för essäsamlingarna Framstegets orkan (1992) och Den gåtfulla passionen (1998). För den senare belönades han med Gerard Bonniers essäpris. I Till jaguarernas land (2001) fortsatte essäerna om Latinamerika, dess historia och framförallt hur invandringen påverkat de olika latinamerikanska samhällena. 
Han har också intresserat sig för svensk litteraturhistoria, skrivit en bok om Oscar Levertin och givit ut Under stjärnorna av Fredrik Böök.
Under senare år har han varit korrespondent i Latinamerika, men sedan 2007 är han åter korrespondent för Dagens Nyheter i Jerusalem. Med anledning av det mediala intresse för Gaza som uppstod efter operation Gjutet bly skrev han en historik över Gaza och dess roll i regionen från förhistorisk tid till våra dagar, den svenska översättningen har titeln Gaza – från faraoner till islamister (2011).

## Priser och utmärkelser
- 1998 – Gerard Bonniers essäpris
- 1998 – Gun och Olof Engqvists stipendium
- 2002 – John Landquists pris[5]
- 2014 – Övralidspriset[6]
- 2017 – Jolopriset[7]
- 2017 – Gun och Olof Engqvists stipendium[8]